# Giuseppe Portolesi
Giuseppe Portolesi (Novara, 29 settembre 1977) è un militare italiano, maresciallo ordinario insignito di medaglia d'oro al valor civile.

## Biografia
In servizio presso il Nucleo radiomobile di Abbiategrasso il 24 giugno 2005 rimase coinvolto con il brigadiere capo Enrico Dolci, nel comune di Zibido San Giacomo, in una sparatoria con due pregiudicati, a bordo di autovettura sospetta, poi tratti in arresto.
Il 5 giugno 2006, nel corso dell'annuale ricorrenza della Festa dell'Arma dei Carabinieri organizzata dal Comando Interregionale Pastrengo al maresciallo Portolesi e al brigadiere Dolci fu tributato l'encomio solenne. L'anno successivo, a Roma, in occasione del 193º anniversario dell'Arma dei Carabinieri, il presidente della repubblica Giorgio Napolitano conferì loro la medaglia d'oro al valor civile.